# Rex Geveden
Rex Geveden (* 1962 in Mayfield, Kentucky) ist ein US-amerikanischer Physiker und Ingenieur. Seit 2017 bekleidet er das Amt des CEO (zuvor COO) von BWX Technologies. Zuvor war er Executive Vice President von Teledyne Technologies sowie Präsident von Dalsa.

## Ausbildung
Rex Geveden studierte Ingenieursphysik an der Murray State University. 1983 schloss er mit einem Bachelor-Abschluss ab, 1984 folgte der Master-Abschluss. Er hält darüber hinaus einen Abschluss in Program Management von der Defense Acquisition University und ein Zertifikat für Financial Management von der Kellogg School of Management.
Neben seiner Arbeit promovierte Geveden im Bereich Werkstofftechnik an der Auburn University.

## Karriere
| Zeitraum       | Unternehmen/Organisation                           | Position                                                     |
| -------------- | -------------------------------------------------- | ------------------------------------------------------------ |
| 1984–1990      | Teledyne Brown Engineering                         | unbekannt                                                    |
| 1990-unbekannt | NASA                                               | Hardware Designer                                            |
| unbekannt      | Marshall Space Flight Center                       | Deputy Director des Wissenschaftsdirektoriums                |
| 2003-unbekannt | Marshall Space Flight Center                       | Deputy Director                                              |
| unbekannt      | Marshall Space Flight Center                       | Manager des Microgravity Science and Applications Department |
| 2004-unbekannt | NASA                                               | Chief Engineer und Associate Administrator                   |
| 2007–2011      | Teledyne Brown Engineering, Energy & Power Systems | Präsident                                                    |
| 2012–2013      | Teledyne Scientific & Imaging LLC                  | Präsident und Chief Executive Officer                        |
| 2007–2013      | Teledyne Technologies, Engineered Systems Segment  | Präsident                                                    |
| 2014–2015      | Dalsa                                              | Präsident                                                    |
| 2014–2015      | Teledyne Technologies                              | Executive Vice President                                     |
| 2015–2016      | BWX Technologies                                   | COO                                                          |
| seit 2017      | BWX Technologies                                   | CEO                                                          |

Für die NASA wirkte Geveden an zahlreichen Satelliten-Missionen mit, unter anderem als Projektmanager für den Optical-Transient-Detector-Satelliten, den Lightning-Imaging-Sensor-Satelliten und den Gravity-Probe-B-Satelliten.

## Ehrungen
- Ehrentitel als Kentucky Colonel
- Holger-Toftoy-Award für Outstanding Technical Leadership vom American Institute of Aeronautics and Astronautics
- Meritorious Presidential Rank Award
- NASA Outstanding Leadership Medal
- Silver Snoopy Award für Outstanding Performance contributing to flight safety and mission success
- Outstanding Alumnus of Kentucky

## Familie
Rex Geveden ist mit Gail Geveden verheiratet. Das Paar hat zwei Kinder: Bridget und Jake.